# Muscolo quadrato dei lombi
Il muscolo quadrato dei lombi origina in varie zone: dal legamento ileo lombare della cresta iliaca e da parte della stessa cresta iliaca, dal margine inferiore della 12ª costa e dall'apice del processo costiforme delle prime 4 vertebre lombari e talvolta anche da T12. Su di esso si poggia il legamento arcuato laterale del diaframma. 
A seconda dei punti d'origine e inserzione il muscolo quadrato dei lombi si divide idealmente in due fasci: anteriore (origine: processi costiformi delle vertebre lombari dalla 2ª alla 5ª; inserzione: 12ª costa) e posteriore (origine: labbro interno della cresta iliaca e legamento ileo-lombare; inserzione: processi costiformi delle vertebre lombari dalla 1ª alla 4ª).
È innervato dal ramo ventrale del 12° nervo spinale toracico e dai rami anteriori dei primi 2-3 nervi lombari.
Le sue azioni sono: fissare la 12ª costa, aiutare l'espirazione; se la pelvi è rilassata può piegare il tronco sul suo lato, se agisce insieme al suo controlaterale può estendere il tronco.